# حیدر شکور
حیدر شکور (زاده ۳۰ شهریور ۱۳۴۳ - داراب) کمک داور ایرانی فوتبال است. وی در سال ۱۳۶۳ داوری را شروع کرده و در سال ۲۰۰۰ وارد لیست فیفا شده‌است.
حیدر شکور در شهرآورد شماره ۷۰ کمک داور اول بازی بوده‌است